# 熱帶風暴莎莉嘉 (2011年)
| 太平洋颱風季             |
| 主題頁 - 專題 - 編輯指南 |

熱帶風暴莎莉嘉（英語：Tropical Storm Sarika，JTWC編號: WP052011），莎莉嘉是由柬埔寨提供的名稱。莎莉嘉是2011年第五個生成的熱帶氣旋。

## 發展過程
早於6月2日，一個熱帶擾動生成。其後該熱帶擾動於菲律賓漸向西北移動。於6月9日早上5時，聯合颱風警報中心發出熱帶氣旋生成警報並評級之為HIGH；同日上午11時左右，聯合颱風警報中心升格為熱帶低氣壓，6月10日2時，中央氣象局已將莎莉嘉升格為輕度颱風，亦於同日早上升格之為熱帶風暴並給出1000百帕斯卡的氣壓。香港天文台於同日上午11時測出中心最低氣壓為995 hPa，同日下午2時(14時)中央氣象局測出莎莉嘉中心最低降為998 hPa的氣壓，同時日本氣象廳將最高風速上調至40節。
6月11日2時，莎莉嘉在衛星雲圖上看似解體、消散，但是颱風中心還保有瞬間之最大陣風25 m/s（90 km/h）。但同日5時登陸廣東汕頭市澄海區時，結構遭破壞，中央氣象局於同日8時將其降格為熱帶性低氣壓。6月12日莎莉嘉已經轉為鋒面帶，完全消散。

## 影響

### 菲律賓
6月10日早上，莎莉嘉逐漸遠離菲律賓，進入南中國海，在菲律賓南部的棉蘭老島，有四人溺斃。在首都馬尼拉附近的八打雁市，一條小河水位暴漲，一名男童不慎跌入河中死亡，而在中部的塔布拉斯，也有一名婦人浸死。同日上午，一架海岸衛隊飛機在呂宋島對開海面，發現有多人穿著橙色救生衣，在波濤洶湧的海上載浮載沉，當局馬上派出船隻把他們救起。當局相信，他們是較早時報稱失蹤的一艘45噸漁船上26名船員的部分生還者。

### 台灣
6月10日莎莉嘉還沒有來到台灣，但海上風浪已經有災情傳出，在澎湖尖山碼頭要出海的地方，因為風浪太大，一艘小船筏正要出海就被浪打翻，導致上面的1名漁民落水死亡，也讓莎莉嘉還沒來就已經造成災情。
6月11日9時，儘管「莎莉嘉」已減弱為熱帶性低氣壓，但外圍環流同樣為台灣帶來大雨，中央氣象局還發布大雨特報，海上風浪依舊很大，有12級，媒體報導，嘉義縣布袋港與澎湖縣馬公港間觀光船「百麗輪」，今天9時45分由布袋港出航後遇到10米高的大浪，導致船上22名觀光客受傷，緊急送醫後幸無大礙。

### 中國大陸
全國最高熱帶氣旋警告信號： 颱風藍色預警信號

#### 廣東
當地最高熱帶氣旋警告信號： 颱風藍色預警信號（省級）；地方級信號如下：
 颱風白色預警信號，包括：梅州、深圳
 颱風藍色預警信號，包括：汕头、潮州、揭阳、汕尾
廣東省氣象台於2011年6月10日上午8時30分啟動氣象災害防颱風3級應急響應，並預計於6月11日早上於汕尾到福建漳浦一帶登陸。

#### 福建
當地最高熱帶氣旋警告信號： 颱風藍色預警信號（省級）；地方級信號如下：
 颱風藍色預警信號，包括：廈門、漳州
福建省氣象台於6月10日10時發佈颱風藍色預警信號。

### 香港
當地最高熱帶氣旋警告信號： 一號戒備信號
莎莉嘉令香港天文台發出2011年首個熱帶氣旋警告信號。莎莉嘉於6月9日晚上10時左右進入距離香港800公里範圍，於香港之東南偏南約790公里迅速向西北偏北移動。香港天文台在6月10日上午9時40分發出一號戒備信號，當時莎莉嘉集結在香港之東南約480公里。天文台預測莎莉嘉當日與香港會保持一段距離，香港風力不會顯著增強，發出三號信號的機會不大。莎莉嘉於6月11日凌晨3時左右最接近香港，並在香港之東北偏東約280公里掠過。隨著莎莉嘉登陸及減弱，天文台在早上7時15分取消所有熱帶氣旋警告信號。

### 澳門
當地懸掛最高熱帶氣旋警告信號：  一號風球
氣象站瞬間最低氣壓：988.7 hPa（6月10日下午5時25分）
風暴中心與澳門之最近距離：澳門東約340公里（6月11日上午2時）
澳門地球物理暨氣象局在2011年6月10日早上10時30分懸掛一號風球，當時莎莉嘉處於澳門東南約550公里，即東經117.6度，北緯19度，預料向西北偏北方向移動，大致趨向廣東東部地區。
直至2011年6月11日早上7時30分，氣象局除下所有風球。氣象局指，熱帶風暴“莎莉嘉”已於早上6時登陸廣東汕頭，並已減弱為熱帶低氣壓，當時距離澳門東北偏東360公里，即北緯23.2度，東經116.9度。

#### 雨量
| 氣象站         | 信號懸掛期間總雨量(毫米) |
| -------------- | ------------------------ |
| 大潭山         | 21.0                     |
| 友誼大穚(北)   |                          |
| 友誼大穚(南)   |                          |
| 西灣大橋       |                          |
| 大砲台山       | 4.0                      |
| 孫逸仙紀念公園 | 3.2                      |
| 路環分站       | 9.8                      |
| 九澳           | 23.8                     |
| 污水處理廠     | 1.8                      |
| 海事博物館     | 9.0                      |

## 熱帶氣旋警告使用記錄

### 香港
| 香港天文台 熱帶氣旋警告信號 | 香港天文台 熱帶氣旋警告信號 | 香港天文台 熱帶氣旋警告信號 |
| --------------------------- | --------------------------- | --------------------------- |
| 上一熱帶氣旋                | 一號戒備信號                | 下一熱帶氣旋                |
| 超強颱風鮎魚                | 一號戒備信號                | 熱帶風暴海馬                |

### 澳門
| 澳門地球物理暨氣象局 熱帶氣旋信號 | 澳門地球物理暨氣象局 熱帶氣旋信號 | 澳門地球物理暨氣象局 熱帶氣旋信號 |
| --------------------------------- | --------------------------------- | --------------------------------- |
| 上一熱帶氣旋                      | 一號風球                          | 下一熱帶氣旋                      |
| 颱風鮎魚                          | 一號風球                          | 熱帶風暴海馬                      |

### 中国大陆

#### 福建省
| 福建省氣象台 {{{警告系統}}} | 福建省氣象台 {{{警告系統}}} | 福建省氣象台 {{{警告系統}}} |
| --------------------------- | --------------------------- | --------------------------- |
| 上一熱帶氣旋                | 颱風黃色預警信號            | 下一熱帶氣旋                |
| 超強颱風鮎魚                | 颱風黃色預警信號            | 強烈熱帶風暴米雷            |

#### 廣東省
| 廣東省氣象台 颱風預警信號 | 廣東省氣象台 颱風預警信號 | 廣東省氣象台 颱風預警信號 |
| ------------------------- | ------------------------- | ------------------------- |
| 上一熱帶氣旋              | 颱風黃色預警信號          | 下一熱帶氣旋              |
| 超強颱風鮎魚              | 颱風黃色預警信號          | 熱帶風暴海馬              |

## 外部連結
- （英文）https://web.archive.org/web/20090826230250/http://metocph.nmci.navy.mil/jtwc.php 聯合颱風警報中心首頁
- （繁體中文）http://www.cwb.gov.tw （页面存档备份，存于） 中央氣象局首頁
- （日語）http://www.jma.go.jp/jma/index.html （页面存档备份，存于） 日本氣象廳首頁
- （繁體中文）http://www.hko.gov.hk （页面存档备份，存于） 香港天文台首頁
- （繁體中文）http://www.smg.gov.mo （页面存档备份，存于） 澳門地球物理暨氣象局首頁